# Льгів
Льгів — село в Україні, у Михайло-Коцюбинській селищній громаді Чернігівського району Чернігівської області. Населення становить 467 осіб. До 2016 орган місцевого самоврядування — Левковицька сільська рада. Через село проходить залізниця, станція Білоус.

## Історія
Вважається, що саме тут знаходилося згадуване в літописній статті 1148 р. Ольгове поле: «Знову пішов Ізяслав до Чернігова… І, зібравши всі свої війська [і] берендеїв, рушив він до Чернігова, і, прийшовши, став на Ольговім полі. І тут стояли вони три дні, і не одважилися з Чернігова вийти супроти Ізяслава Святослав Ольгович, і Ізяслав та Володимир Давидовичі, і Всеволодович Святослав. Ізяслав же, тут стоячи, попалив усі села їх, аж до [ріки] Боловоса».
Згідно розвідок О. Лугини: «Наступного разу Ольгове поле (Льгівське поле) згадується при визначенні меж чернігівських міських земель королівським ревізором. У 1624 р. він, зважаючи, що біля міста знаходилось багато земель духовенства, але про які неможливо було достовірно взяти відомості, щоб не порушити їх прав, обумовив вилучення земельної ділянки біля острова Киїнка і біля Льгівського поля. Далі згадки про Ольгове поле (Ольгів, Льгів, Льгівське поле, Льгівська земля) можна знайти у листах Антонія Стаховського, чернігівського архієпископа 1713—1721 pp. про межі монастирських володінь, у яких він посилався на більш давні документи. Зазначені документи дають підставу визначити, що Ольгів — це місцевість, північним кордоном якої була р. Льгівка. Та й назва річки дає підстави визначити місце розташування Ольгова поля. У листі 1731 р. А.Стаховський вживає вислів „Лгов весь поза Лговкою річкою“. У XVIII ст. саме по р. Льгівка проходив кордон земель Чернігівського Борисоглібського монастиря»
Назва походить від річки Лугівки: «рѣчка прозиваемая Илговка, увойшла оная з лесу, а впала в рѣчку Бѣлоусъ; на оной поселеніе имѣется: в вершинѣ футоръ, прозиваемій Илговскій, а низше оного футора верстъ за двѣ деревня Илговка»
12 лютого 1704 р. чернігівський архієпископ І. Максимович видав універсал на поселення слободи Лговки: «… на грунтах архиерейских близ дворца нашего катедралнаго Кіянскаго, по-над Лговкою річкою поселилися нісколько дворов. И ныні позволяется людям свободным никому не порабощенным с тяглом, при тых дворцах давно живущих селиться. Иміет та слободка именованна быти оть річки Лговки Лговка. Людям, собиратися хотящим, слободы дается на шесть літ, а по шести літах должны будут катедры діла и послуги отбувати два дни в тижден, без взяких поборов. Тут же повелівается: никто бы з панов войсковых и порабощенных подданством в той слободці новособираючойся не селился…».
12 червня 2020 року, відповідно до розпорядження Кабінету Міністрів України № 730-р «Про визначення адміністративних центрів та затвердження територій територіальних громад Чернігівської області», увійшло до складу Михайло-Коцюбинської селищної громади.
19 липня 2020 року, в результаті адміністративно-територіальної реформи та ліквідації Чернігівського району (1923—2020) Чернігівської області, увійшло до складу новоутвореного Чернігівського району.

## Населення

### Мова
Розподіл населення за рідною мовою за даними :
| Мова       | Кількість | Відсоток |
| ---------- | --------- | -------- |
| українська | 422       | 90.37%   |
| білоруська | 31        | 6.64%    |
| російська  | 12        | 2.57%    |
| вірменська | 1         | 0.21%    |
| румунська  | 1         | 0.21%    |
| Усього     | 467       | 100%     |

## Відомі особи
- Брей Віктор Петрович (1925-2008) — лікар-хірург. Завідувач і засновник хірургічного відділення Чернігівської обласної дитячої лікарні (1959—1973), один із фундаторів дитячої хірургії на Чернігівщині.

## Галерея

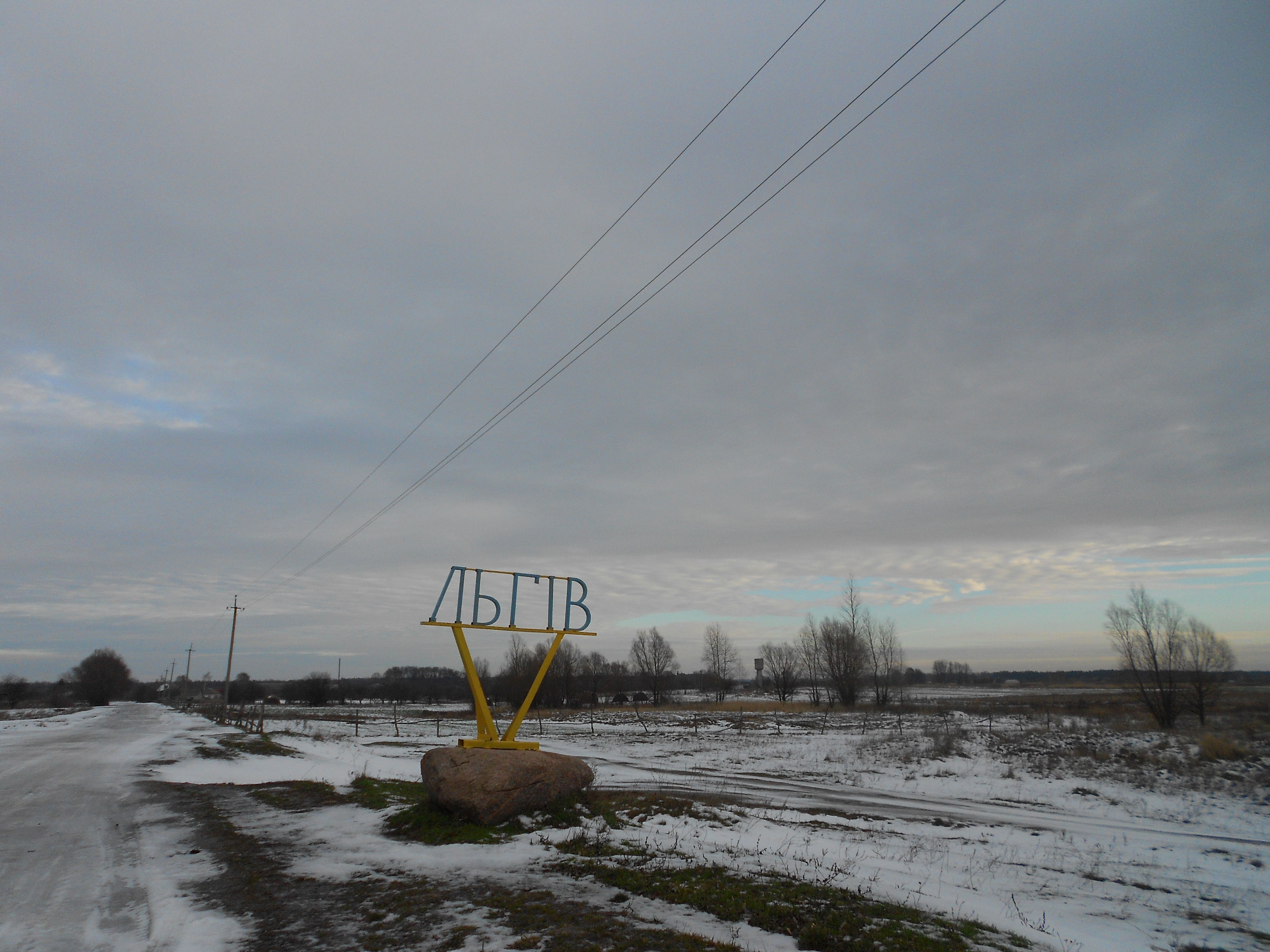
Знак з назвою села на в'їзді до села
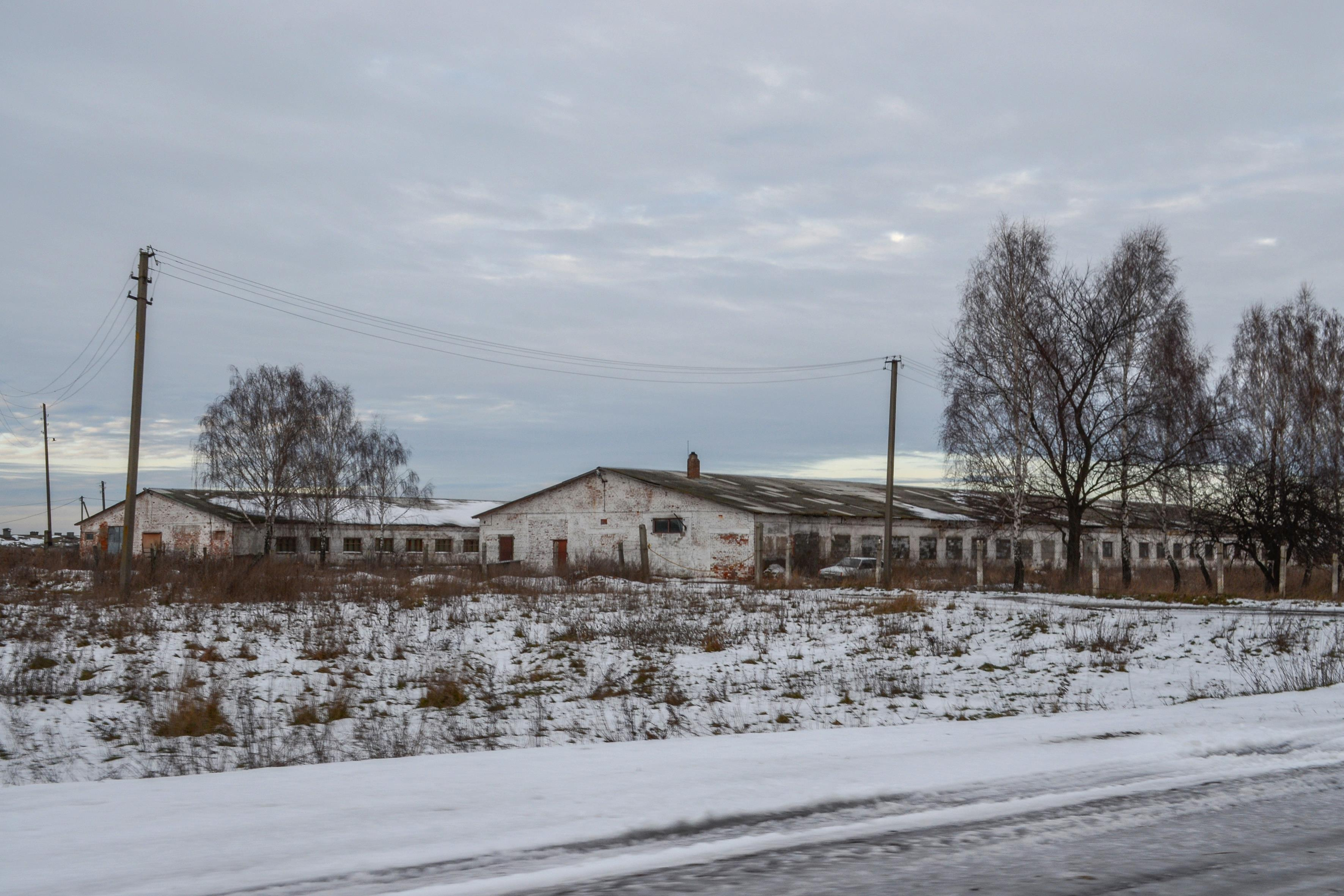
Ферма
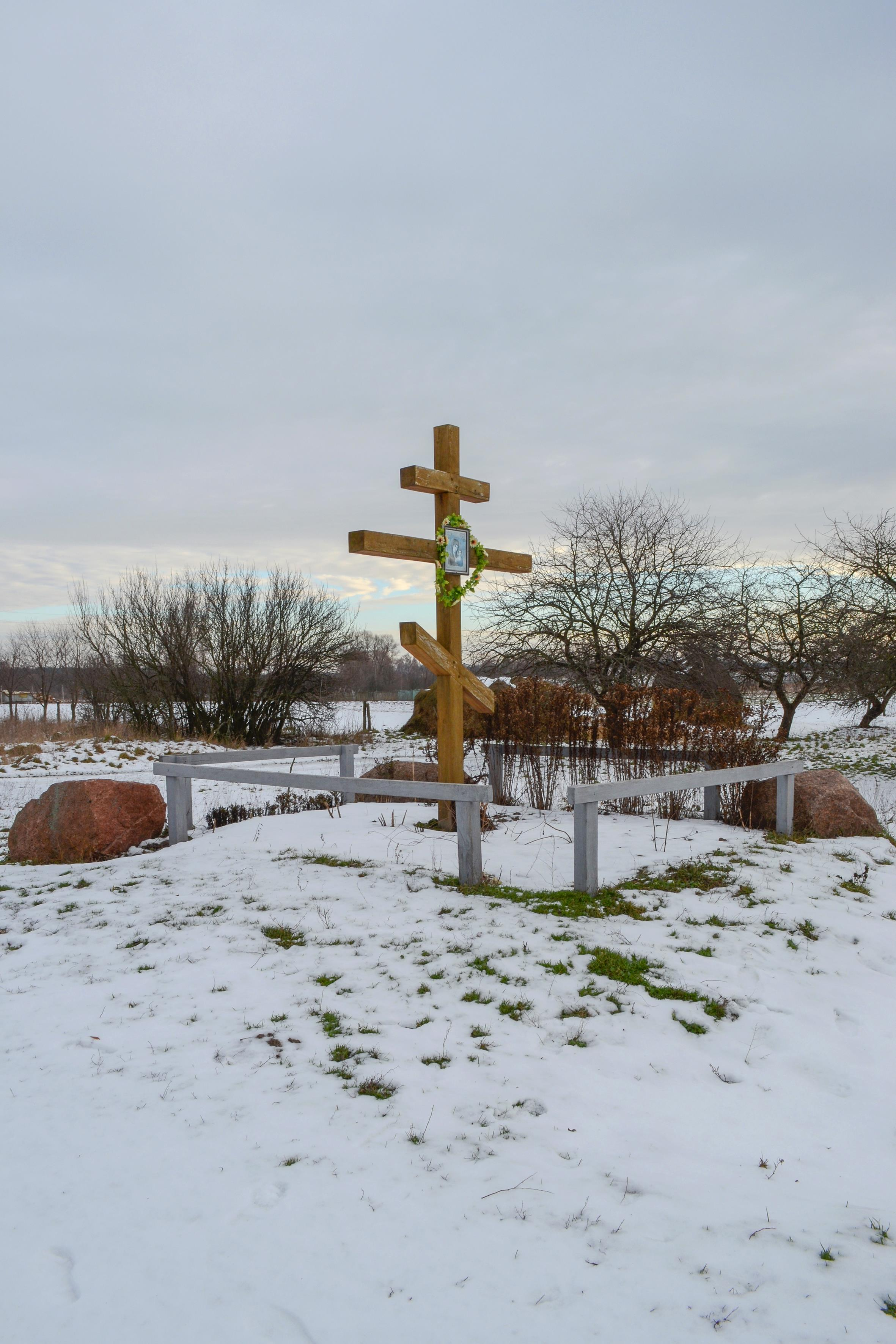
Пам'ятний знак на в'їзді у село
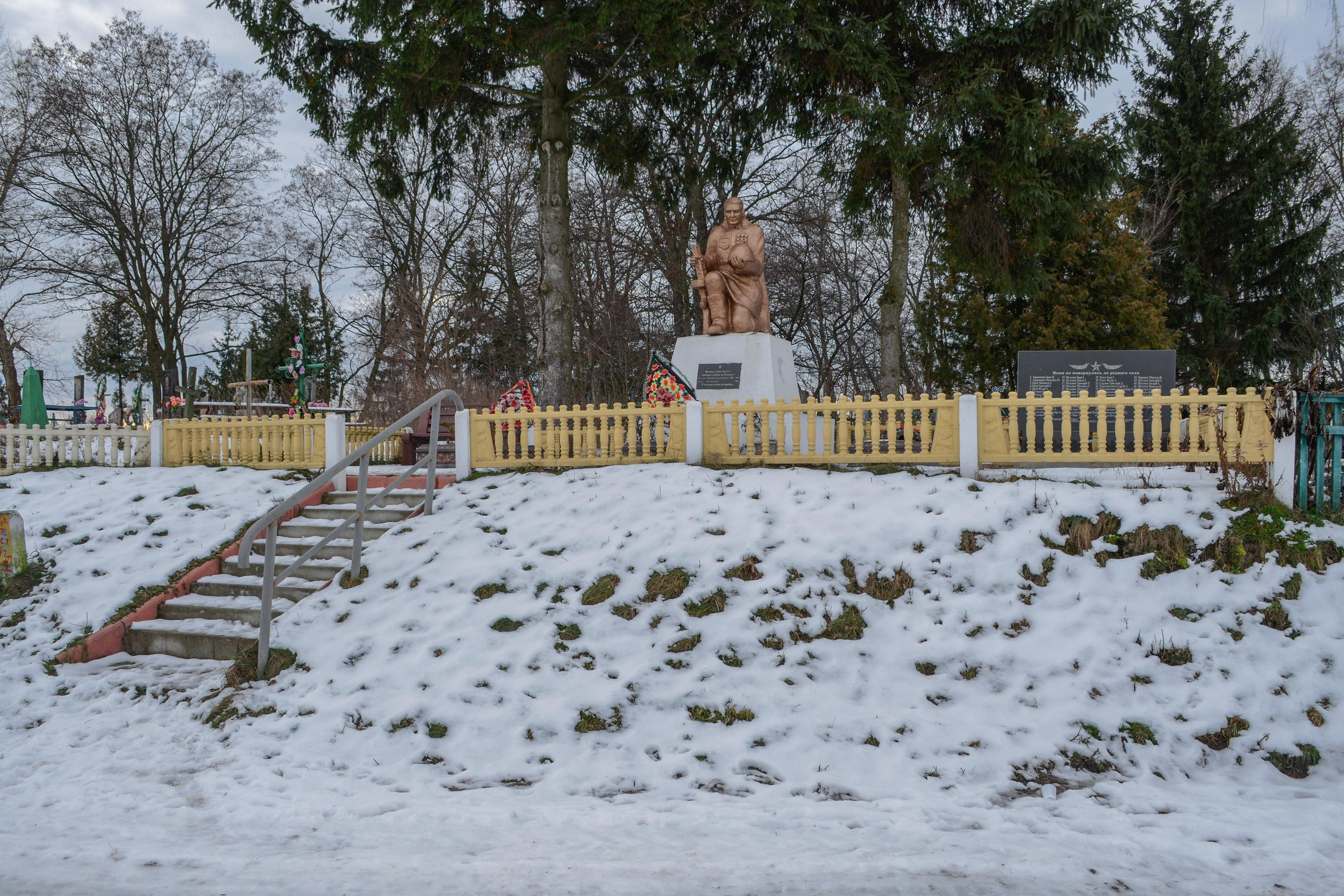
Пам'ятник загиблим односельцям
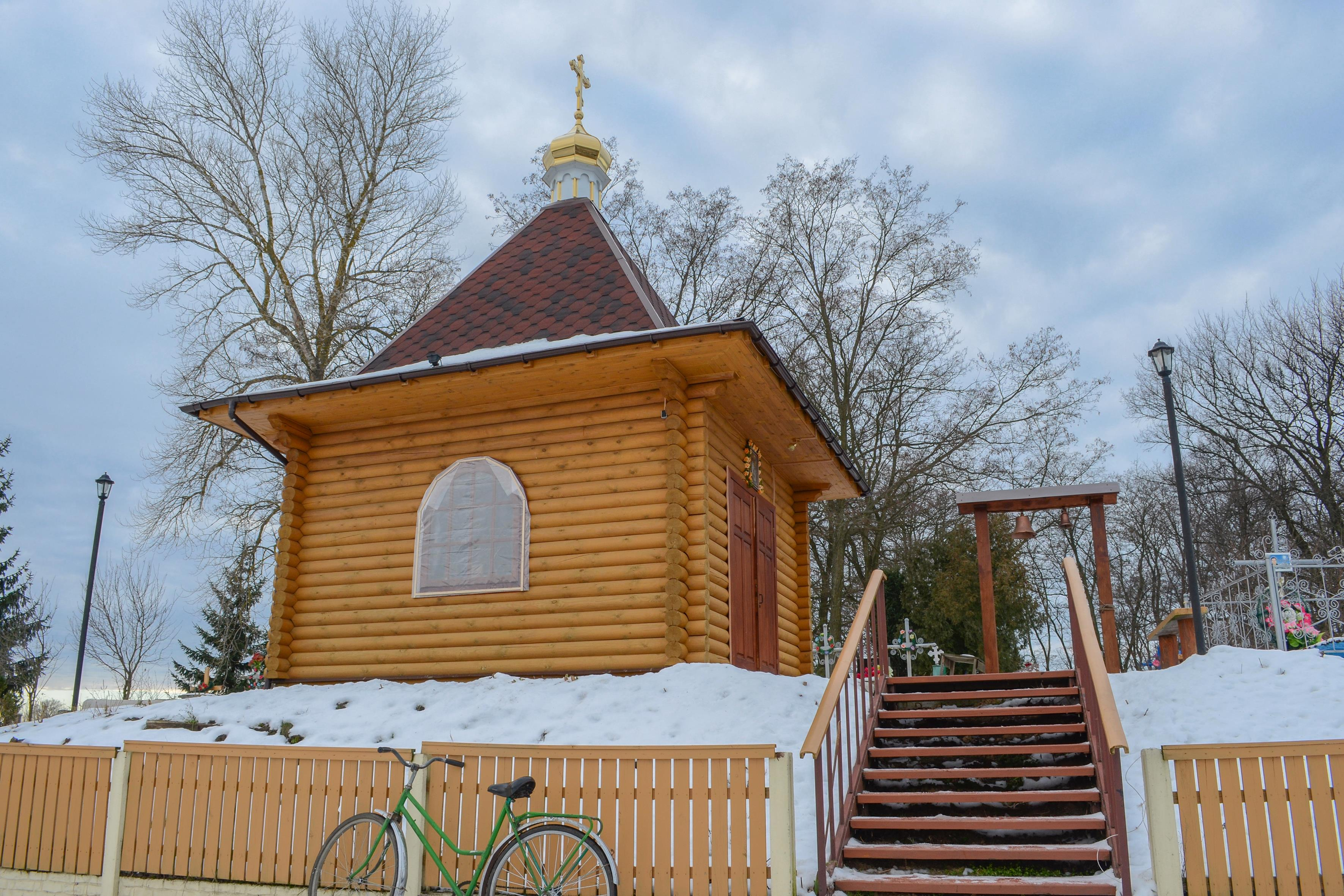
Церква
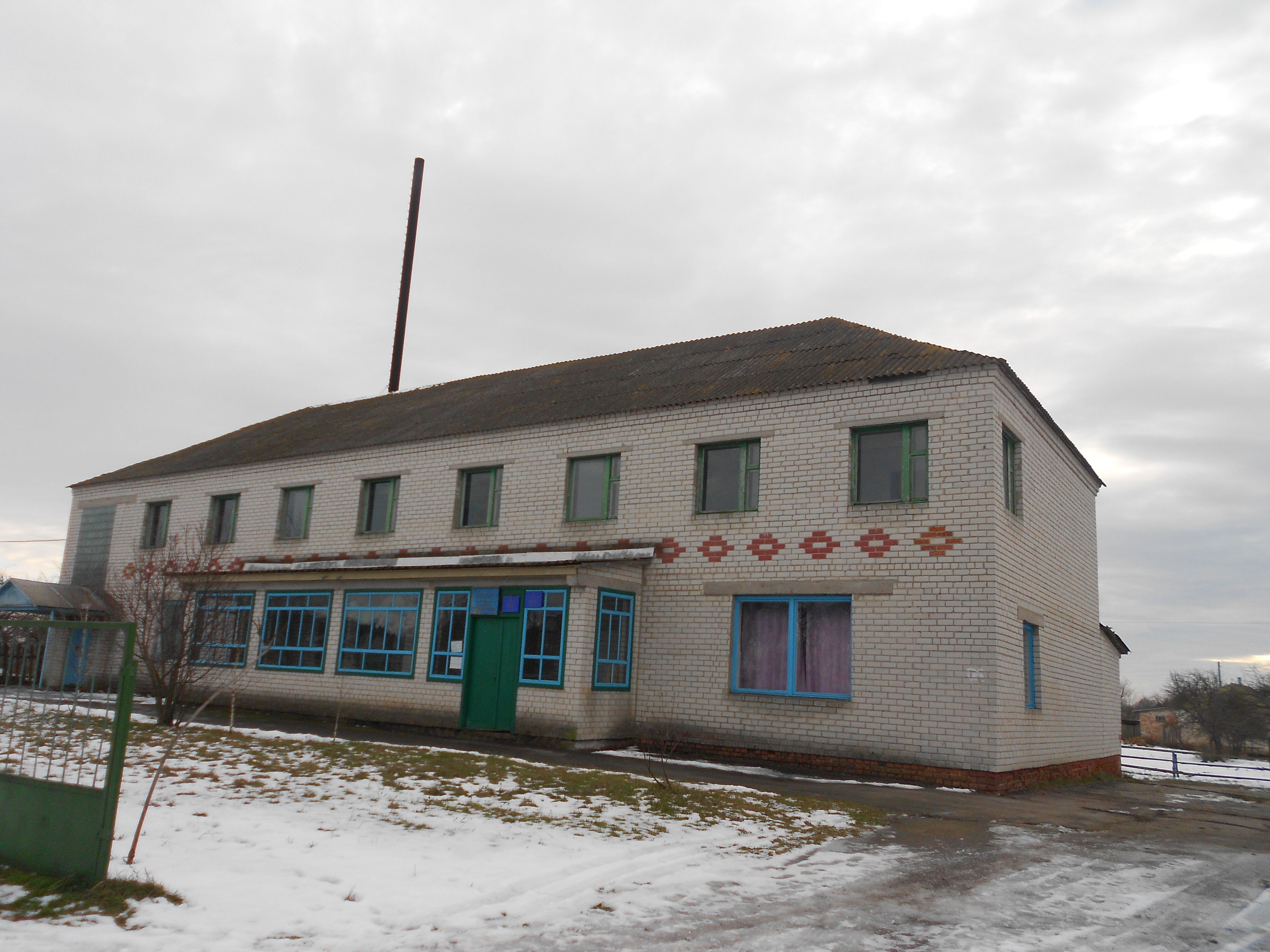
Сільрада
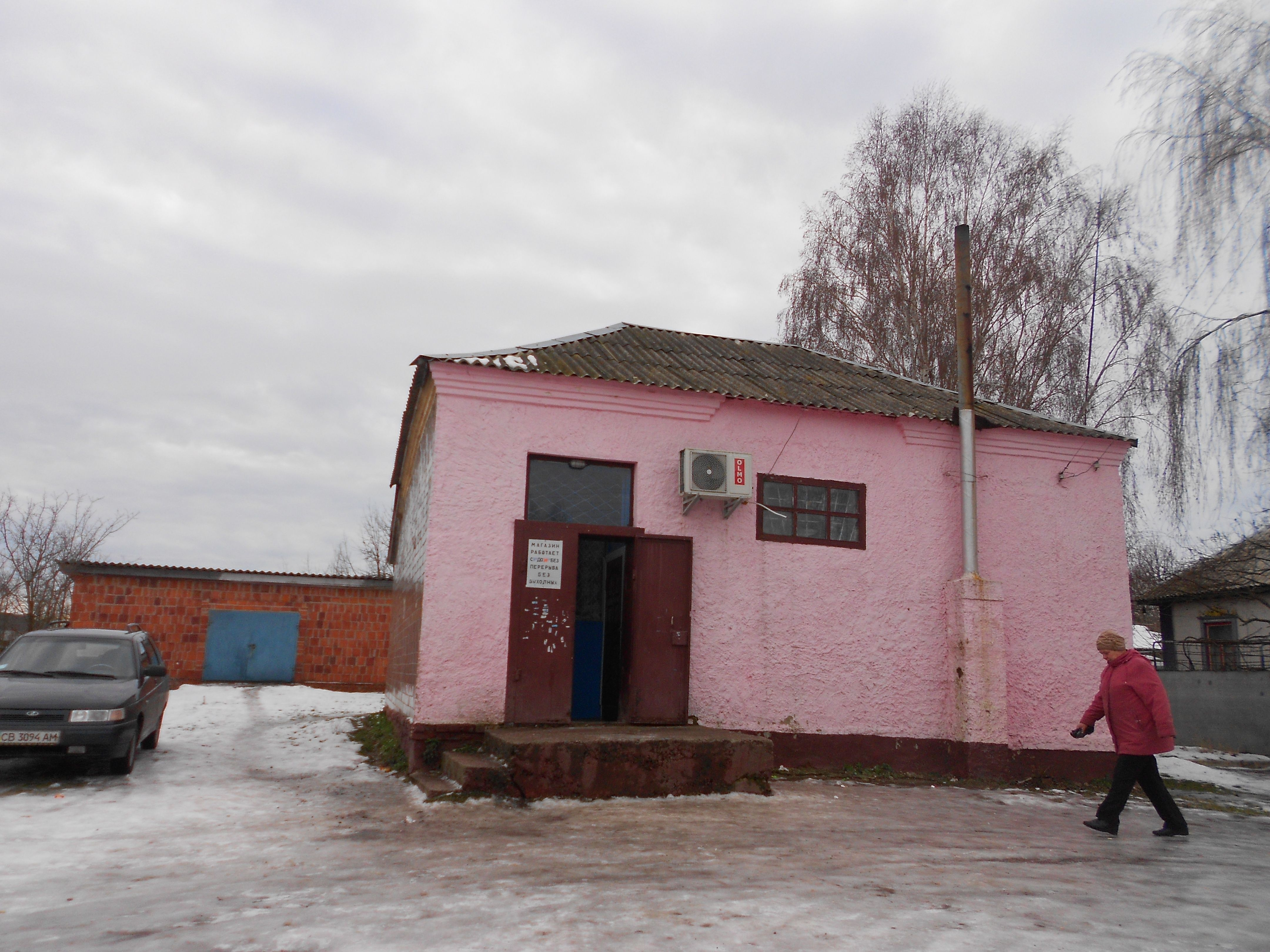
Магазин
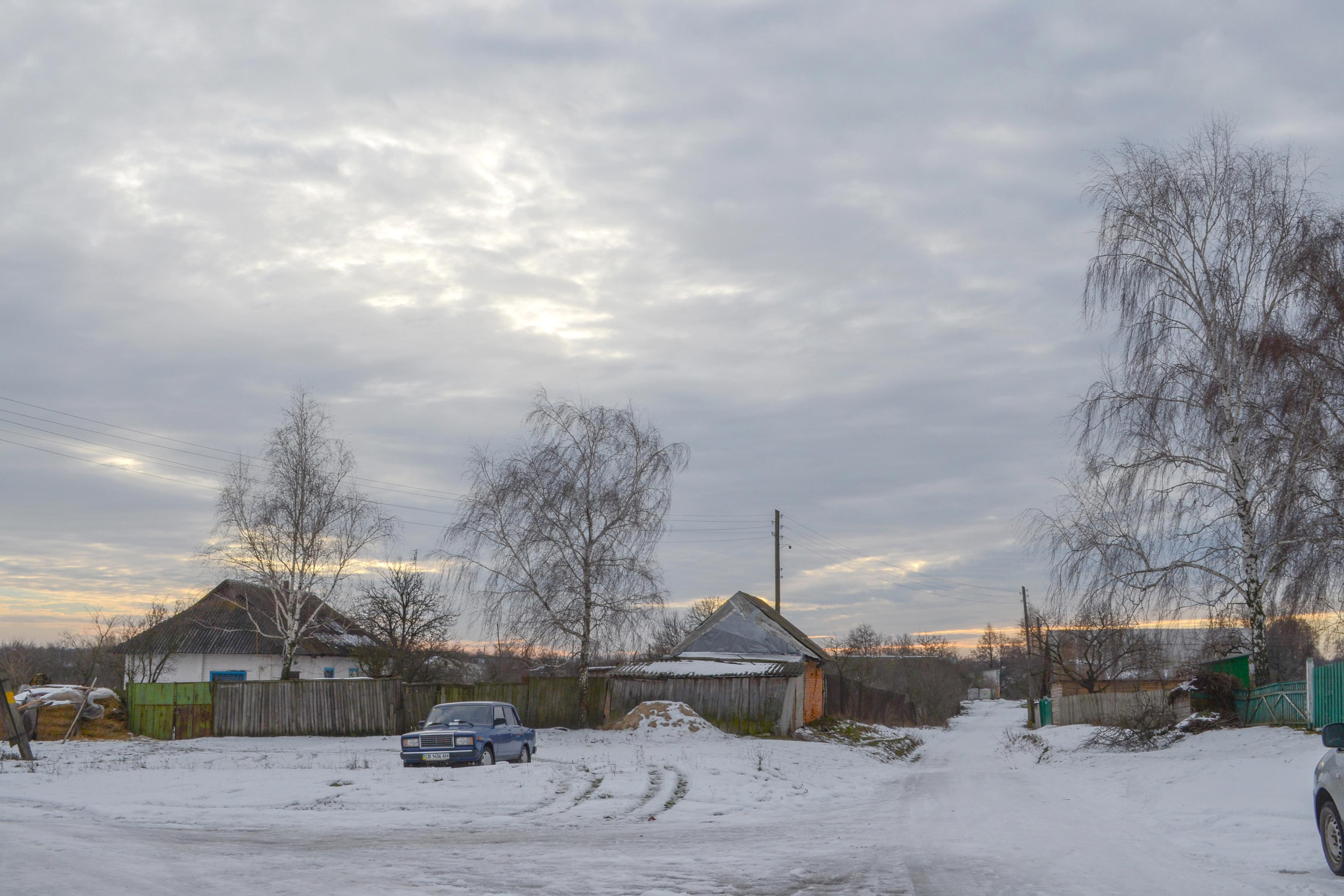
типові хати
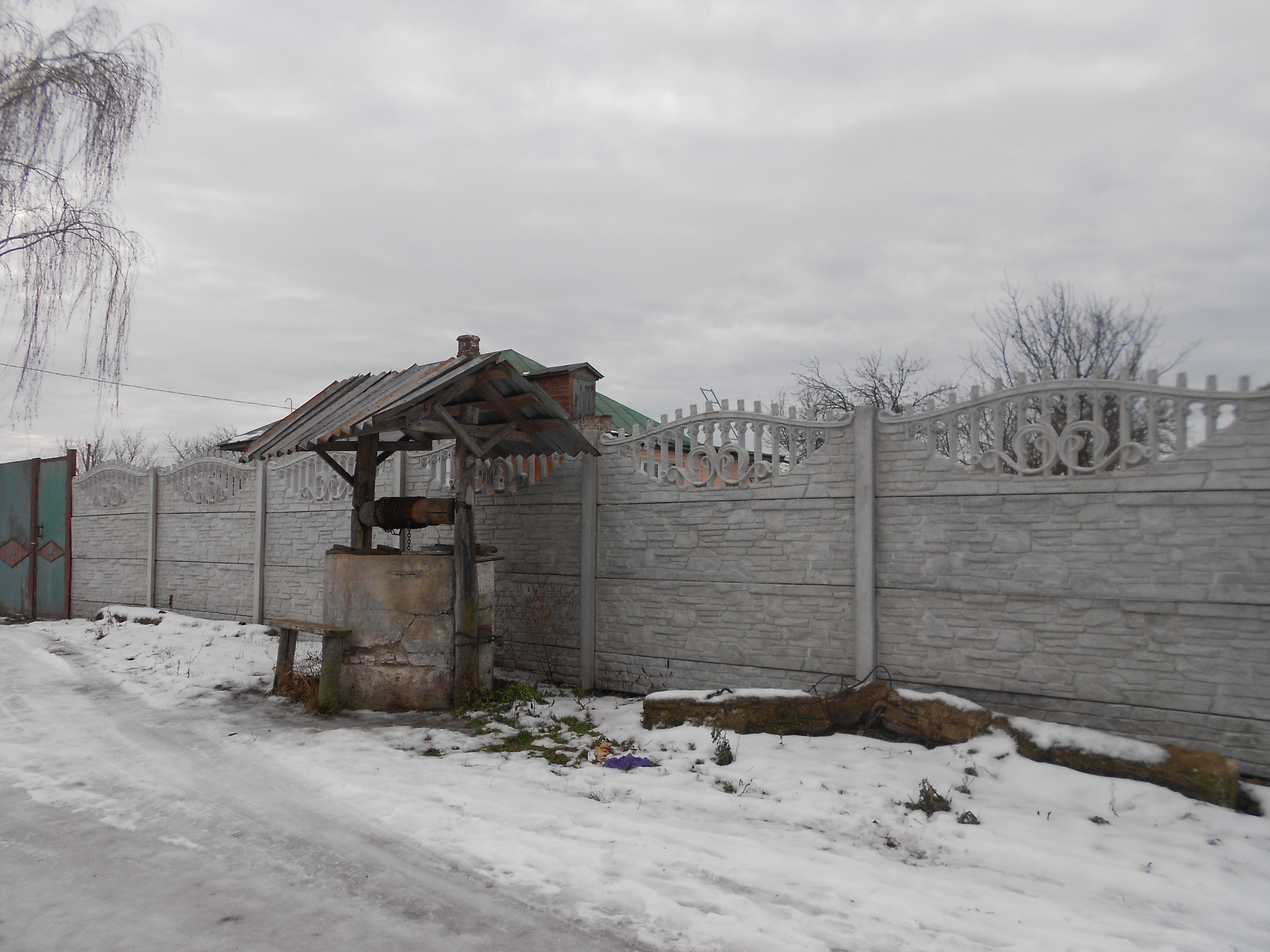
Криниця